# Station Boyle
Station Boyle is een spoorwegstation in Boyle in het Ierse  graafschap Roscommon. Boyle ligt aan de lijn Dublin - Sligo. Volgens de dienstregeling van 2015 gaan er dagelijks zeven treinen in beide richtingen.